# Cantonul Tourouvre
Cantonul Tourouvre este un canton din arondismentul Mortagne-au-Perche, departamentul Orne, regiunea Basse-Normandie, Franța.

## Comune
| Comune                      | Populație (1999) | Cod poștal | Cod INSEE |
| --------------------------- | ---------------- | ---------- | --------- |
| Autheuil                    | ...              | 61190      | 61016     |
| Beaulieu                    | ...              | 61190      | 61034     |
| Bivilliers                  | ...              | 61190      | 61045     |
| Bresolettes                 | ...              | 61190      | 61059     |
| Bubertré                    | ...              | 61190      | 61065     |
| Champs                      | ...              | 61190      | 61090     |
| Lignerolles                 | ...              | 61190      | 61226     |
| Moussonvilliers             | ...              | 61190      | 61299     |
| Normandel                   | ...              | 61190      | 61311     |
| La Poterie-au-Perche        | ...              | 61190      | 61335     |
| Prépotin                    | ...              | 61190      | 61338     |
| Randonnai                   | ...              | 61190      | 61343     |
| Saint-Maurice-lès-Charencey | ...              | 61190      | 61429     |
| Tourouvre                   | ...              | 61190      | 61491     |
| La Ventrouze                | ...              | 61190      | 61500     |